# NGC 24
NGC 24 es una galaxia espiral en la constelación del Sculptor. Fue descubierto por el astrónomo británico William Herschel en 1785 y mide unos 40.000 años luz de diámetro.

## Galería

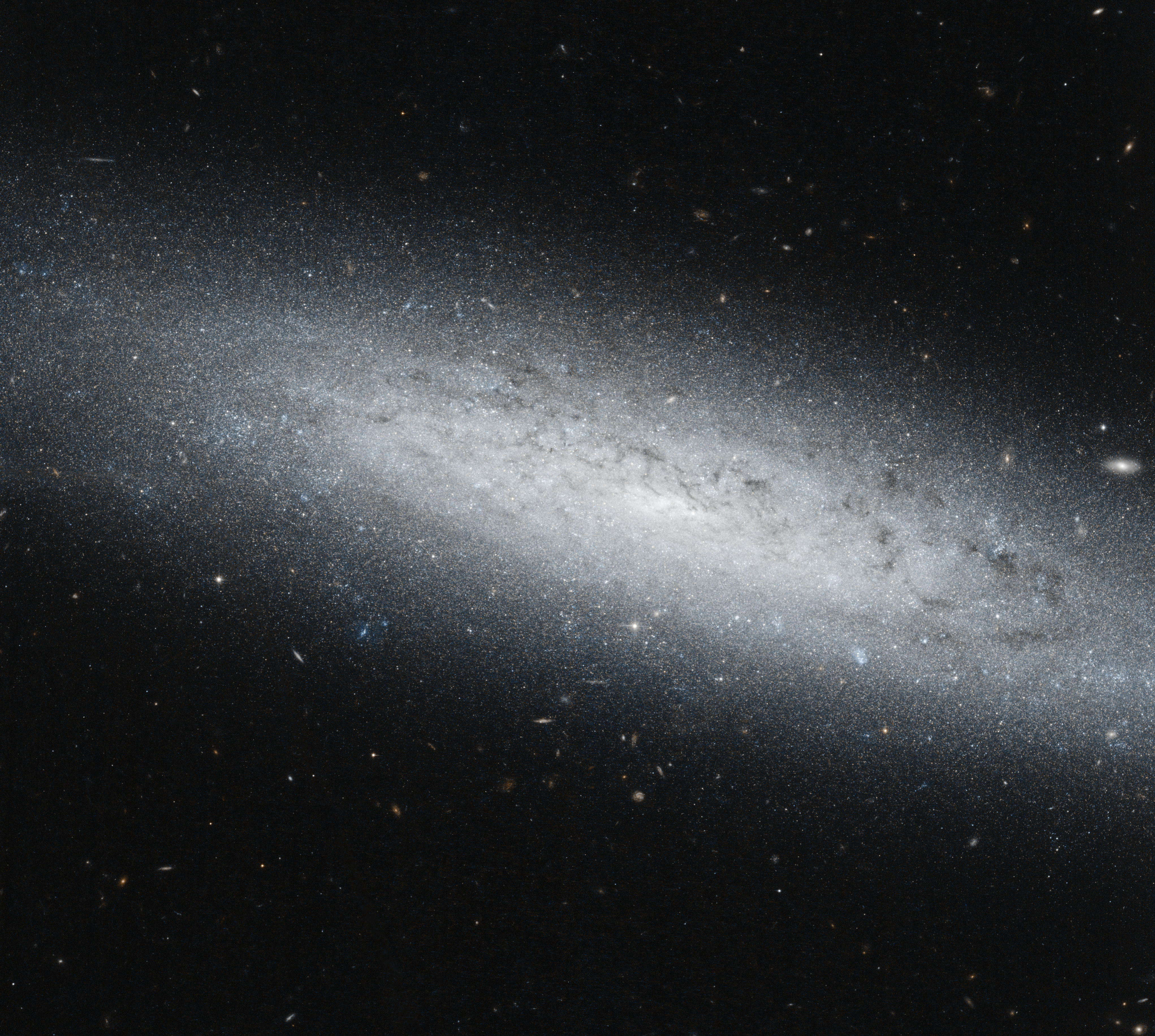
Hubble
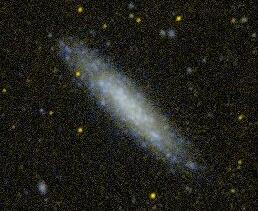
GALEX (ultravioleta)
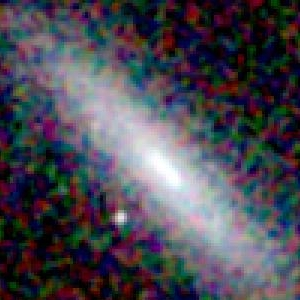
2MASS (infrarrojo cercano)
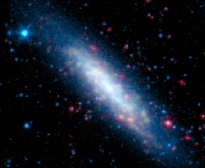
Spitzer (infrarrojo)
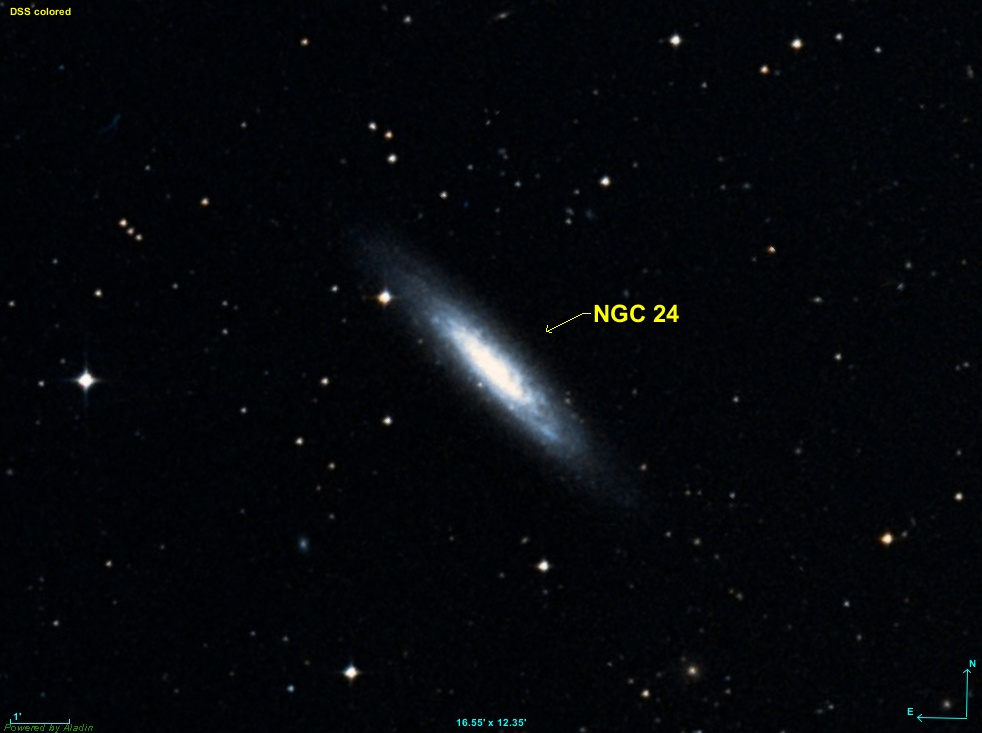
DSS